# Клотианидин

Клотианидин

Клотианидин, N-(2-хлортиазол-5-илметил)-N'-метил-N'-нитрогуанидин, С8Н10СlNO3S — инсектицид из класса неоникотиноидов.

## Физические и химические свойства
- Твердый бесцветный порошок без запаха.
- Растворимость в воде (20 °C) при рН 10 — 340 мг/л;
- Температура плавления 176,8 °C;
- Давление паров (25 °C) 2.8∙10-8 мПа;
- Удельная плотность 1.61 г/мл.

## Действие на насекомых
Клотианидин, как и все неоникотиноиды, воздействует на никотиново-ацетилхолиновые рецепторы нервной системы насекомых, блокируя передачу нервного импульса, что приводит к параличу и смерти насекомого.
Клотианидин — инсектицид контактного, кишечного и системного действия. Применяется против сосущих и грызущих сельскохозяйственных насекомых-вредителей, в том числе жесткокрылых, равнокрылых, двукрылых и чешуекрылых: хлебные блошки, хлебная жужелица, крестоцветные блошки, проволочники, клоп вредная черепашка, колорадский жук, долгоносики, цикадки, тли, трипсы, листовые минеры, саранчовые.

## Токсическое действие
Умеренно токсичен для теплокровных, ЛД50 орально для крыс >500 мг/кг (по другим данным >1000 мг/кг), для кряквы 752 мг/кг. При введении крысам быстро абсорбируется из гастротестинального тракта и выделяется преимущественно в неизменном состоянии. Малотоксичен для рыб (СК50 для радужной форели > 100 мг/л), водных беспозвоночных (кроме насекомых) и водных растений. Умеренно токсичен для дождевых червей.
Очень токсичен для пчел (ЛД50 4 нг/особь) и других полезных членистоногих (наездников, хищных клещей).
Из-за высокой токсичности для пчел клотианидин запрещен в Евросоюзе для применения на открытом воздухе.
Сравнительно устойчив в почве, период полураспада достигает 300 дней. Быстро подвергается водному фотолизу (период полуразложения 0.1 суток).
Зарегистрированные препараты относятся к третьему классу опасности для человека и первому классу опасности для пчел.